# Liste der Bischöfe von Riez
Die folgenden Personen waren Bischöfe von Riez (Frankreich):
- Maximus (434–460)
- Faustus I. (461–495?)
- Didime (510?)
- Contumeliosus (524–535)
- Fauste II. (549)
- Emetere (554)
- Claudien (573)
- Urbicus (584–600?)
- Claude (630–650?)
- Archinric (7. Jh.)
- Absalon (Ende 7. Jh.)
- Anthime (700?)
- Riculfe (789?)
- Rostan (820?)
- Bernaire (840?)
- Rudolf (850?)
- Edolde (879)
- Gerard (936)
- Almerade (990–1030?)
- Bertrand (1040–1060?)
- Ageric (1060?)
- Heinrich I. (1094)
- Augier (1096–1139?)
- Fouques (1140)
- Pierre Giraud (1145–1156)
- Heinrich II. (1167–1180)
- Aldebert de Gaubert (1180–1191)
- Bertrand Garcin (1191–1192)
- Imbert (1192–1201?)
- Hugues Raimond (1202–1223)
- Rostan de Sabran (1224–1240)
- Fouques de Caille (1240–1273)
- Mathieu de Lusarches (1273–1288)
- Pierre de Négrel (1288–1306)
- Pierre de Gantelmi (1306–1317)
- Gaillard Saumate (1317)
- Gaillard de Preissac (1318)
- Pierre des Prés (1318) (auch Bischof von Aix-en-Provence)
- Rossolin (1319–1329)
- Bernard d’Étienne (1329–1330)
- Arnaud Sabatier (1330–1334)
- Geffroi Isnard (1334–1348)
- Jean Joffrenti (1348–1352)
- Pierre Fabri I. (1352–1369)
- Jean de Maillac (1370–1396)
- Guillaume Fabri (1396–1413)
- Pierre Fabri II. (1413–1416?)
- Michel de Bouliers I. (1416–1441)
- Michel de Bouliers II. (1442–1450)
- Robert (1450)
- Jean-Fassi (1450–1463)
- Marc Lascaris de Tende (1463–1490)
- Antoine Lascaris de Tende (1490–1523) (auch Bischof von Beauvais und Limoges)
- Thomas Lascaris de Tende (1523–1526)
- Christophe Numalius (1526–1527)
- François de Dinteville (1527–1530)
- Robert Cénalis (1530–1532) (auch Bischof von Vence und Avranches)
- Antoine Lascaris de Tende (1532–1546)
- Louis de Bouliers (1546–1550)
- Lancelot de Carles (1550–1568)
- Sedisvakanz (1568–1572)
- André d’Ormson (1572–1577)
- Elzéar de Rastel (1577–1597) (Abt von Sénanque und Ferté-sur-Grosne)
- Charles de Saint-Sixte (1599–1614)
- Guillaume Aleaume (1615–1622) (auch Bischof von Lisieux)
- Guido Bentivoglio d’Aragona (1622–1625)
- François de la Fare (1625–1629)
- Louis Doni d’Attichy (1629–1652) (auch Bischof von Autun)
- Nicolas de Valavoire (1652–1685)
- Jacques Desmarets (1693–1713) (Desmarets)
- Balthasar Phelipeaux (1713–1751)
- François de la Tour du Pin (1751–1772)
- François de Clugny (1772–1801)